# Traité de San Germano
Le traité de paix de San Germano, négocié par le dominicain Guala de Brescia, est signé le 23 juillet 1230 entre l'empereur Frédéric II et le pape Grégoire IX à San Germano (l'actuel Cassino).

## Histoire
De retour d'Orient, Frédéric réprime un soulèvement en Italie. Soutenu par le pape Grégoire IX, Jean de Brienne  tente vainement d’envahir le royaume de Sicile. Par la paix signée à San Germano, l'empereur accorde amnistie à tous ses ennemis et révoque le ban prononcé contre la Ligue lombarde. Gaète et Sant'Agata de' Goti, qui s'étaient mises sous la protection du pape, resteront pendant une année entre ses mains, et si l'on n'a pu s'accorder sur une manière de les rendre à l'empereur qui ne soit pas contraire à l'honneur du souverain pontife, cette affaire sera alors réglée par des arbitres.  
Toutes les présentations et élections dans les églises et fondations se feront d'après les lois de l'Église. L'empereur donnera des otages pour assurer l'exécution du traité et promet de laisser le Saint-Siège jouir des terres de l'Église, spécialement de la Marche d'Ancône et du duché de Spolète. 
Le 28 août suivant, par le traité de Ceprano, Frédéric II est absous de l'excommunication qui pesait contre lui.